# Стефан Лазаров
Стефан Лазаров (Скопље, 18. јули 1997) је македонски водитељ, музичар, јутјубер и поткастер.

## Биографија
Лазаров се 2018. године запослио на 1 ТВ, као водитељ магазина Ексклузив, где је остао годину дана. Године 2019. прелази на Алфа телевизији као водитељ и новинар јутарње емисије Добро јутро сваки дан (мкд. Добро утро секое утро). Након одласка са телевизије почиње да ради на платформи Јутјуб, 2020. године. Имао је сопствену емисију на свом Јутјуб каналу под називом Лазаров шоу. Лазаров сада има свој подкаст, који носи називе Без лимит и Лазаров поткаст. Одређено време бавио се певањем. Године 2024. постао је један од аутора и водитеља емисије Тријумф која се емитује на платформи Gley.mk и Лазаровљевом јутјуб каналу.